# Cichladusa guttata
Cichladusa guttata е вид птица от семейство Muscicapidae.

## Разпространение
Видът е разпространен в Демократична република Конго, Етиопия, Кения, Сомалия, Южен Судан, Судан, Танзания и Уганда.